# Блакитна пляма (оповідання)
«Блакитна пляма» — детективне оповідання українського письменника Володимира Владка. Вперше було надруковане 1943 року в журналі «Українська література» (Уфа). В Україні твір вперше був надрукований у літературно-художньому збірнику «Вогняні перемоги» (1945, Харків).

## Сюжет
Події відбуваються під час Другої світової війни. Два офіцери радянської контррозвідки, Соболь і Тимощук, стають свідками наїзду автомобіля на перехожого. Водій машини, військовий капітан, відразу похапцем намагався перенести потерпілого до своєї машини. Соболю і Тимощуку він пояснив, що відвезе потерпілого до шпиталю. Але контррозвідники порекомендували їхати до лікарні, що була набагато ближче від місця події. Дорогою потерпілий помер і розвідники зауважили у нього ознаки отруєння, а також дивну блакитну пляму біля вуха. Огляд особистих речей дозволив припустити, що його звали Микола Фірсов. Згідно зі знайденою при ньому запискою, він хотів у чомусь зізнатися.
У медзакладі водій раптово зник, а сестра Фірсова, що прийшла на опізнання тіла, поводилася нещиро. Контррозвідники припустили, що вмерлий був резидентом німецької розвідки, якого вбили ворожі агенти і ще повернуться за його речами. Невдовзі водій потай пробирається до лікарні, стається перестрілка. Водія схоплюють і в нього виявляється фото Фірсова. Це свідчить, що смерть була заздалегідь спланована. Метою зловмисників був шифр, схований у вставному зубі Фірсова. Тимощук каже Соболю, що це була майстерна ворожа спецоперація, але вони не дозволять ворогу довго ходити по своїй землі.